# Лабуре, Гийом-Мари-Жозеф
Гийом-Мари-Жозеф Лабуре (фр. Guillaume-Marie-Joseph Labouré; 27 октября 1841, Ашье-ле-Пети, Франция — 21 апреля 1906, Ренн, Франция) — французский кардинал. Епископ Ле-Мана с 27 марта 1885 по 15 июня 1893 года. Архиепископ Ренна с 15 июня 1893 по 21 апреля 1906. Кардинал-священник с 19 апреля 1897, с титулом церкви Санта-Мария-Нуова с 24 марта 1898.